# Chvalšiny
Chvalšiny är en ort i Tjeckien.   Den ligger i regionen Södra Böhmen, i den sydvästra delen av landet, 140 km söder om huvudstaden Prag. Chvalšiny ligger 572 meter över havet och antalet invånare är 1 159.
Terrängen runt Chvalšiny är huvudsakligen lite kuperad. Chvalšiny ligger nere i en dal. Runt Chvalšiny är det ganska tätbefolkat, med 60 invånare per kvadratkilometer. Närmaste större samhälle är Český Krumlov, 9,0 km sydost om Chvalšiny. I omgivningarna runt Chvalšiny växer i huvudsak blandskog.